# Oubangui-Chari
Oubangui-Chari var en fransk koloni och en del av Franska Ekvatorialafrika.
Den upprättades genom dekret 15 jan. 1910 i Franska Ekvatorialafrika, sedan nämnda dag namnet på kolonin Franska Kongo. Huvudorten i Oubangui-Chari är Bangui vid floden Oubangui nära Songofallen. 

## Källa
- Ubangi i Nordisk familjebok (fjärde upplagan, 1951)